# Norma Nolan
Norma Beatriz Nolan (Venado Tuerto, 22 de abril de 1938) es la primera y única representante argentina en obtener el título de Miss Universo en 1962.
Hasta la fecha, sigue siendo la única argentina en ganar este título de belleza. Durante su año de reinado visitó Ecuador y compartió con la entonces reina de Quito Helena Serrano Enríquez. Tras su victoria, Nolan mantuvo en total reserva su vida privada. En la actualidad, no concede entrevistas ni habla sobre su experiencia pasada. 
| Predecesor: · Marlene Schmidt · Alemania | Miss Universo 1962 | Sucesor: · Iêda Maria Vargas · Brasil |